# Тайное голосование (фильм, 1980)
«Тайное голосование» — советский фильм-драма, снятый по мотивам очерка Анатолия Стреляного «Трое в степи».

## Сюжет
Много тревог свалилось в одночасье на председателя колхоза Лукаша: в хозяйстве не всё в порядке, сыну грозит тюрьма, да ещё у самого сердце прихватило. Власть временно переходит к его заместителю, агроному Иванченко, но и его методы не всем в селе по нраву. Вернувшись, Лукаш начинает чудить, да так, что и областное начальство подумывало снять его с должности. Намечены выборы нового председателя — тайное голосование…

## В ролях
- Михаил Кузнецов — Фома Лукаш
- Владлен Бирюков — Иванченко
- Сергей Плотников — Сербул
- Наталья Назарова — Березовская
- Александр Анисимов — Фёдор Иванович Балясный, колхозный бригадир
- Галина Макарова — Палашка
- Любовь Соколова — Степанида
- Митрофан Мамонов — секретарь райкома (роль озвучил Игорь Ефимов)
- Владимир Олексеенко — Нестор
- Валерий Золотухин — Иван Фомич Лукаш, заведующий пилорамой, сын председателя колхоза
- Борис Аракелов — Степан
- Вера Титова — Семёнова
- Виктор Чекмарёв — Назаров

Остальные актёры указаны как исполнители эпизодических ролей:
- А. Гнездилова
- Лилия Гурова
- Сергей Данилин режиссёр
- Г. Дрыга
- Людмила Ксенофонтова
- Г. Мочалов
- Владимир Пожидаев
- В. Свечин
- П. Скворцов
- Виктор Чайников
- Денис Евницкий

отсутствуют в титрах:
- Татьяна Захарова
- Юрий Оськин
- Михаил Семёнов

## Съёмочная группа
- Режиссёр-постановщик: Валерий Гурьянов
- Сценарист: Анатолий Стреляный
- Оператор-постановщик: Борис Тимковский
- Композитор: Иварс Вигнерс
- Художник: Владимир Гасилов
- Звукооператор: Ирина Черняховская
- Редактор: Юрий Медведев
- Режиссёр: В. Томах
- Операторы: А. Бахрушин, В. Тупицын
- Монтаж: Н. Суркова
- Грим: С. Смирнова, И. Сулиева
- Костюмы: Д. Манэ
- Декоратор: Г. Образцов
- Комбинированные съёмки: Г. Кокорев, А. Александрова
- Художественный руководитель: М. Ершов
- Директор: Камил Байгильдин

## Производство
Съёмки фильма проходили в Острогожском районе Воронежской области. В роли секретаря райкома партии снялся работавший в то время первым секретарём Острогожского райкома КПСС Митрофан Мамонович Мамонов.

## Награды
- Приз колхоза им. Саломеи Нерис коллективу фильма на XIV кинофестивале в Вильнюсе в 1981 году. Там же — приз журнала «Советский экран» М. Кузнецову.
- Диплом за лучший киносценарий на Всесоюзном конкурсе работ молодых кинематографистов в Минске в 1981 году.